# Don Métok
Don Métok, de son nom de naissance Sourou Ignace Mètokin, est un artiste chanteur, musicien et homme politique béninois. Il est né le 31 juillet 1974 à Allada, une commune située dans le département de l'atlantique au Bénin.

## Biographie

### Débuts et carrière musicale
Sourou Ignace Mètokin est originaire de Savalou. Il est né le 31 juillet 1974 à Allada. Après des études primaires dans la même ville, il poursuit un cursus au Collège d'Enseignement Général de Gbégamey où il obtient son baccalauréat. Don Métok obtient un BTS en informatique industrielle et maintenance à l'institut supérieur de technologie et devient technicien supérieur.
Il commence sa carrière musicale en 1993 à la faveur d'un concours inter-collèges nommé «Vedette en herbe» organisé par l'Office de Radiodiffusion et Télévision du Bénin (ORTB). Il décroche le troisième et le premier prix l'année suivante. À partir de 1998, il occupe le poste de chargé de production au sein du groupe de presse la Gazette du Golfe. Il compose Peace and love en 2001, une chanson dédiée à la paix au Bénin. En 2002, il sort un son qui devient l'hymne de l'équipe national intitulé Allez les écureuils,,,.

### Carrière politique
Don Métok est le vice-président du Parti du Pouvoir au Peuple (PPP) soutenant les FCBE, parti de l'opposition. À partir de 2021, il apporte son soutien au gouvernement de Patrice Talon. À ce titre, il compose puis sort une chanson en février 2021,.

## Discographie

### Albums
- 1996: Justice est corrompue
- 2004: Allez les Ecureuils
- 2007: La Vie
- 2013: Hongan